# خطة عمل التنوع الحيوي

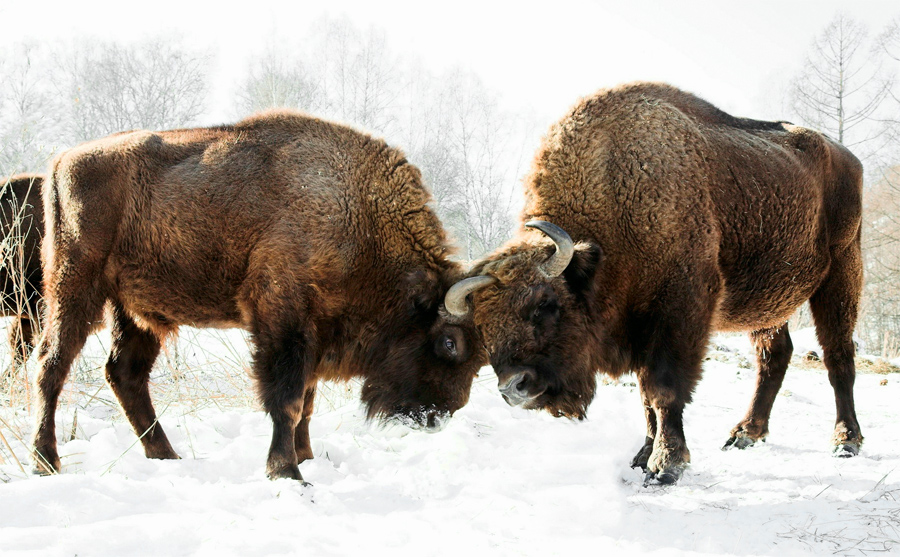

خطة عمل التنوع الحيوي هي برنامج معترف به دولياً للتعامل مع الأنواع المهددة بالانقراض ومواطنها، ومصَّممٌ لحماية واستعادة الأنظمة الحيوية. يأتي الزخم الأساسي لهذه الخطط من اتفاقية التنوع البيولوجي للعام 1992. بحلول العام 2019، صدّقت 191 دولة على الاتفاقية، ولكن قلّة من هذه الدول طوّرت خطط عملٍ ملموسة للتنوّع البيولوجي.
عادةً ما تتضمن المبادئ الأساسية لخطة عمل التنوّع البيولوجي: آ- إعداد لوائح بالتفاصيل الحيوية لمواطن بعض الأنواع، ب- تقييم حالة الحفاظ الحالية على الأنواع ضمن بعض الأنظمة الحيوية، ج- إعداد أهداف للحماية والاستعادة، د- تخصيص ميزانية، وإطار زمني متوقّع، ومشاركات مؤسساتية لتطبيق مبادئ خطة عمل التنوّع البيولوجي.

## الخطط المتعلّقة بالأنواع
إحدى الطرق الأساسية للالتزام بخطة عمل التنوّع البيولوجي هي من خلال توثيق الأنواع المفردة، مع التأكيد على توزّع النوع وحالة الحماية. ورغم ما لهذه الوظيفة من أهمية، إلا أنها تستوجب الكثير من الجهود، بما أن نسبة مقدّرة تبلغ 10% فقط من الأنواع في العالم تم التعرّف عليها لحد العام 2006. أغلب الأنواع المجهولة إلى الآن تضمّ الفطور، الحيوانات الرخوية، الكائنات المجهريّة، والنباتات. فيما يتعلّق بالعديد من الطيور، والثدييات، والكائنات الزاحفة، فالمعلومات المتوفرة عنها منشورة في الكتب المختصة. أما في حالة الفطريات والكائنات المجهرية والنباتات، فالمعلومات بخصوصها بحاجة إلى جهودٍ محليّة لجمعها. من المفيد كذلك تجميع الاتجاهات الزمنية المتعلّقة بتقديرات عدد مجتمعات الأنواع من أجل فهمِ ديناميّة التنوّع في النوع وقابليّتها للتعرض للأذى. ففي بعض المناطق في العالم، لوائح العدد الخاصة بالأنواع الحيوية ليست واقعيةً أبداً؛ على سبيل المثل، في غابات مدغشقر النفْضيّة الجافة، توجد العديد من الأنواع غير الموثّقة وتبقى مساحات شاسعة من المنطقة غير معروفة من قبل العلماء.
في وضع مثالي، لوضع خطة متكاملة تتعلق بالأنواع في خطة عمل التنوّع البيولوجي، يجب توفّر وصفٍ شاملٍ للمدى، الموطن الأصلي، السلوك، التزاوج، والتفاعل مع الأنواع الأخرى. في حال إقرار حالة الحماية (مثلاً، نادرة، معرّضة للخطر، مهددة بالانقراض، ضعيفة)، فيمكن حينها وضع خطةٍ لحماية واستعادة مجتمع النوع للهدف المطلوب. أمثلة عن عناصر الحماية المنهجية: استعادة الموطن الأصلي، حماية الموطن الأصلي من الزحف العمراني، تحديد الملكيّة، وضع القيود على رعي الماشية وغيرها من زحف الأساليب الزراعية على الموطن الأصلي؛ تقليل ممارسات القطع والحرق الزراعية؛ تجريم قتل أو صيد الأنواع؛ فرض القيود على استخدام المبيدات الحشرية؛ والحدّ من التلوّث البيئي. ينبغي على الخطة أن تذكر بوضوح المنظمات العامة والخاصة التي عليها أن تضع إستراتيجية الحماية في حيّز التنفيذ، وذِكر الميزانية اللازمة المتوفرة لتنفيذ هذه الاستراتيجية.

## الخطط الزراعية
يمكن للممارسات الزراعية الخاطئة تقليل التنوّع البيولوجي في منطقةٍ ما إلى حدّ ملموس. من هنا تنبثق أهمّية خطة عمل التنوّع الحيوي بشقّها المتعلق بالإنتاج الزراعي لضمان إنتاجٍ صديقٍ للتنوّع البيولوجي. ليس جديداً على بعض الشركات دمج جوانب من التنوّع الحيوي في سلسلة القيمة الخاصة بها، ولكن لم تنهض بعض الشركات والمنظمات إلى المستوى المطلوب لتطبيق ممارسات زراعية أفضل.
ثمة أمثلة لدليل إرشادات لممارسات التنوّع البيولوجي الزراعية في خطة عمل التنوّع البيولوجي الخاصة بإنتاج التوابل في الهند. من خلال تخطيط واتخاذ إجراءاتٍ صديقة للتنوّع الحيوي، يمكن للمزارعين أن يقلّلوا من الآثار السلبية ويعززوا الآثار الإيجابية.

## الخطط المتعلّقة بالمواطن الأصليّة
بما أنّ بعض الأنواع المهدّدة بالانقراض تعتمدُ على موطن أصلي خاص، يجدر تخصيص عنصر حماية الموطن الأصلي في خطة عمل التنوّع البيولوجي. فيما يلي عدّة أمثلةٍ عن بعض المواطن الأصلية الخاصة: المستنقعات ذات الحموضة المرتفعة في اسكوتلاندا؛ منطقة السافانا المشجّرة في واتيربيرج بايوسفير، جنوب أفريقيا؛ المناطق الرطبة الساحلية في كاليفورنيا؛ ستورا آلفاريت في جزيرة أولاند السويدية. في هذه الحالة، تُستخدم لوائح جردٍ دقيقة لتوثيق الأنواع والمدى الجغرافي وجودة الموطن الأصلي. بعدها، وكما في حالة الأنواع والنباتات، يُمكن إنشاء برنامج لحماية، دعم، و/أو استعادة الموطن الأصلي باستخدام سياساتٍ مشابهة للتي نوقشت أعلاه.

## دول محدّدة

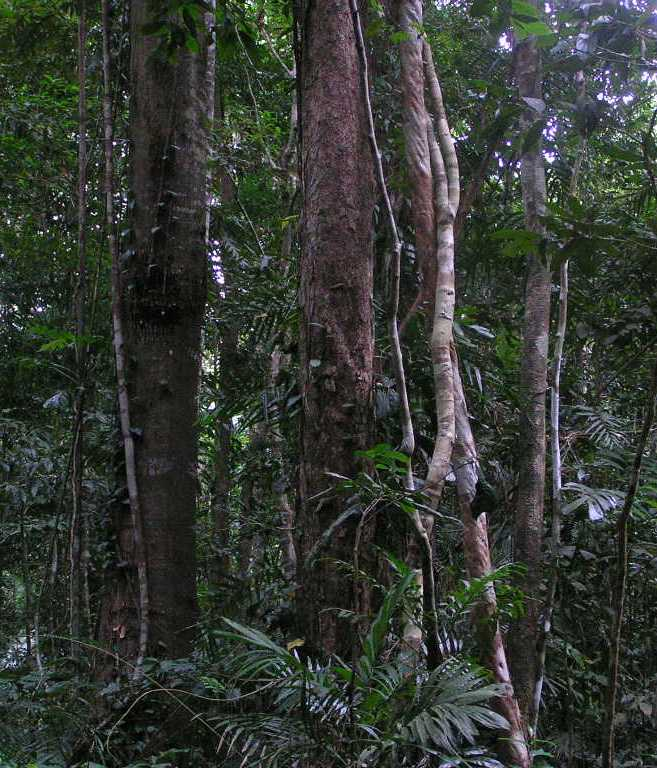
غابة دينتري المطيرة. تم التقاط الصورة في يونيو 2005. وتم الرفع بإذن.

فيما يلي بعض الأمثلة عن الدول التي وضعت خطط عملٍ للتنوّع البيولوجي.

### أستراليا
طوّرت أستراليا خطة عملٍ مفصّلة فعّالة للتنوّع البيولوجي. تقدّر هذه الوثيقة بأنّ العدد الإجمالي للأنواع الأصلية قد يصل إلى 560.000، والعديد منها متوطِّن. يتمثل عنصرٌ أساسي ضمن خطّة عمل التنوّع البيولوجي بحماية الحيّد المرجاني العظيم، ذي الصحّة الأفضل من معظم الحواجز المرجانية الأخرى في العالم، نظراً إلى أن أستراليا لديها أعلى نسب معالجة الصرف الصحي في العالم. ورغم ذلك، ثمة مخاوف متزايدة، وخصوصاً فيما يتعلق بالأثر السلبي المتزايد على جودة الماء بسبب الممارسات على البرّ. إضافةً لذلك، يُخشى من التأثير الضارّ للتغيّر المناخي.

### نيوزيلاندا
صدّقت نيوزيلاندا على اتفاقية التنوّع البيولوجي كجزءٍ من الاستراتيجية النيوزيلانديّة الجديدة للتنوّع الحيوي. تُنفّذ خطط عمل التنوّع البيولوجي على 10 مستويات مختلفة. توجد للحكومات المحليّة وبعض الشركات خطط عمل التنوّع البيولوجي الخاصة بها.

### سانت لوسيا
تقرّ خطة عمل التنوّع البيولوجي في سانت لوسيا بالآثار السلبيّة لتوافد الأعداد الهائلة من السياح على التنوّع المائي والساحلي لمنطقة «سوفيرير». كما تعترف خطة عمل التنوّع البيولوجي تلك بشكلٍ خاص بأنّ القدرة الاستيعابية للاستخدام البشري وتصريف التلوث المائي في مناطق الشعاب مرجانية الحساسة قد تمّ تجاوزها في العام 1990. تقتضي الخطة كذلك حماية الصناعة السمكية للجزيرة التاريخية. في العام 1992، نتج عن لقاء العديد من المنظمات والصيادين من المواطنين الأصليين وضع خطة إدارة مستدامة لمصادر الصيد، توّجت بـ «منطقة الإدارة المائية لسوفيرير».

### تنزانيا
تعالج خطة عمل التنوع البيولوجي التانزانية المسائل الخاصة بالاستخدام الدائم لبحيرة مانيارا، وهي بحيرة مياه عذبة ضخمة، والتي تزايد الاستخدام البشري لها في الفترة الواقعة بين 1950 و1990. تم تصنيف البحيرة كمحمية محيط حيوي تحت رعاية برنامج الغلاف الحيوي التابع لليونيسكو في العام 1981. يشمل البرنامج حماية البحيرة والغابات المحيطة بها ذات القيمة العالية للاستخدام المستدام في الأراضي الرطبة والزراعة.

### المملكة المتحدة
تشمل خطة عمل التنوّع البيولوجي في المملكة المتحدة كلاً من الأنواع البريّة المرتبطة بأراضي المملكة، والأنواع البحرية والطيور المهاجرة التي تمضي وقتاً قصيراً في المملكة أو على سواحلها.
في 28 أغسطس 2007، حدّدت خطة عمل التنوّع البيولوجي الجديدة 1149 نوعاً وموطناً أصلياً في المملكة المتحدة بحاجة إلى الحماية. ضمّت الخطة المحدّثة: القنفذ، العصفور الدوري، ثعبان العشب، عثّة النمر، بينما بقيت بعض الكائنات الأخرى بحاجة إلى الموطن الأصلي، مثل: القضاعة (ثعلب الماء)، الدلفين قاروريّ الأنف، والسنجاب الأحمر.

### الولايات المتحدة
قبل إقرار اتفاقية التنوّع البيولوجيا الدولية بـ 26 سنة، أطلقت الولايات المتحدة الأمريكية برنامجاً لحماية الأنواع المهددة بالانقراض بإصدار قانون الأنواع المهددة بالانقراض للعام 1966. انبثق عن هذا القانون تأسيس هيئةٍ لتحليل وجدولة الأنواع المعنيّة بالأمر، وألزم إنشاء خطط الاستعادة.
على الرغم من أن الولايات المتحدة عضو غير موقّع في الاتفاقية الدولية، يمكن القول إنها ذات الباع الأطول والبرنامج الأشمل في مجال حماية الأنواع المهددة بالانقراض. يوجد ما يقارب الـ 7000 نوعٍ مذكور، وتمّ الموافقة على استعادة نصفها.

### أوزباكستان
توجد خمسة أقسام رئيسية في خطّة عمل التنوّع البيولوجي الأوزباكستانية: المناطق الرطبة (بما فيها مواطن الغزال، والمستنقعات الصناعية)؛ الأنظمة البيئية الصحراوية (بما فيها الرمليّ، والصخري، والصلصالي)؛ السهوب؛ الأنظمة البيئية على شواطئ الأنهار؛ والأنظمة البيئية الجبليّة.
سُجّل نحو 27000 نوعٍ في البلاد، بنسبة عاليةٍ من توطّن الأسماك والزواحف.